# Criminalização da migração
Criminalização da migração é a tendência crescente de lidar com a imigração por meio do direito penal, em vez de regulá-la por meio de procedimentos administrativos. Junto à imposição de sanções criminais para ações relacionadas à migração, há também um aumento no encarceramento de pessoas que cruzam fronteiras sem autorização. Em um livro da Oxford University Press, a professora Cathryn Costello argumenta que a criminalização da migração não atende aos princípios clássicos liberais da criminalização e que há argumentos convincentes contra essa prática. Segundo o economista Walter Block, a imigração ilegal é um crime sem vítimas, sob uma perspectiva libertária.